# Sinensetina
La sinensetina o 5,6,7,3',4'-pentametossiflavone è un flavone metilato simile ai flavoni naturali apigenina, luteolina e ai flavoni sintetici diosmina e flavossato. Si può trovare nella pianta Orthosiphon stamineus, insieme al flavonoide eupatorina,  pianta conosciuta anche come il tè di Giava e introdotta in Occidente nel XX secolo.

## Proprietà fitoterapiche
La sinensetina ha un metile, nella molecola del flavonoide, in posizione C3, ciò garantirebbe alla sostanza notevoli proprietà antiangiogenetiche; a fronte di una minore tossicità dovuta alla mancanza del gruppo metile in posizione C8.
Gli estratti alcolici di Orthosiphon stamineus (sinensetina) hanno due enzimi: α-glucosidasi e α-amilasi che conferiscono all'estratto proprietà antidiabetiche nel diabete non insulino-dipendente.
La sinensetina vanta proprietà antinfiammatorie e antipiretiche.
Una proprietà della sinensetina unica è la capacità di prevenire e/o migliorare il trattamento dell'obesità, attraverso una proprietà di downregulation della via metabolica mediata dal SREBP1c (Sterol Regulatory Element-Binding Protein che influenzano la trascrizione del DNA) e, inoltre, essa aumenta la fosforilazione della proteina chinasi A e lipasi ormone-sensibile, ciò indica proprietà lipolitiche per la sinensetina tramite una via di segnalazione metabolica cAMP-mediata.
Una proprietà studiata molto interessante della sostanza consiste nella capacità di ridurre i meccanismi di segnale delle cellule batteriche e la loro adesività (quorum sensing).
Diverse ricerche in vitro mostrano per la sinensetina proprietà antimutageniche proprietà che farebbero intravedere per la sostanza capacità chemiopreventive, in assenza di proprietà genotossiche. Inoltre, una ricerca del 2002 indica proprietà chemiosensibilizzanti per la sinensetina ai farmaci antitumorali, con il vantaggio anche di avere un elevato indice terapeutico, di essere un inibitore non trasportabile, e di non indurre la glicoproteina-P.